# 関俊吉

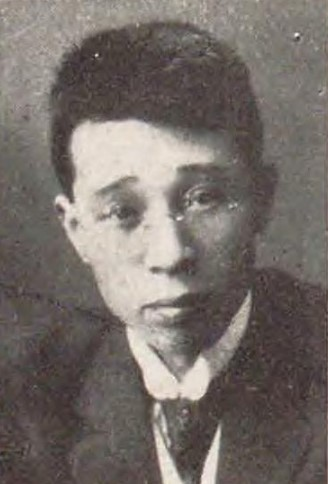
関俊吉

関 俊吉（せき しゅんきち、1888年（明治21年）1月 - 1961年（昭和36年）5月8日）は、日本の政治家、実業家。衆議院議員（奈良県第一区選出、当選1回）。岡合名会社、大和毎日新聞社各社長。関藤商店取締役。族籍は奈良県平民。

## 人物
奈良市生まれ。呉服商、実業家関藤次郎の二男。実業家関信太郎の弟。専修大学経済科卒業。東洋拓殖、豊国火災保険各会社員となる。1915年、分家して一家を創立する。
1924年、第15回衆議院議員総選挙に立候補し、当選。立憲民政党に所属。関は新思想の所有者として普通選挙の即行を高唱していた。奈良県在籍で、住所は奈良市紀寺町。